# 菊川はる
菊川 はる（きくかわ はる、1994年7月13日 - ）とは、日本の舞台俳優、舞台脚本家である。東京都上野出身。
かつてはLegs&Loinsに所属していた。

## 経歴
2014年12月、劇団居酒屋ベースボールの公演『マウスの道徳』に出演し、翌年1月に同劇団に入団。入団後は期待の若手として同劇団の舞台に立ち続ける。同劇団は2015年11月から3ヶ月間、ロングラン公演『えのもとぐりむ作品集』を行ったが、菊川は同公演にて出演の他、劇団員などにインタビューを行う動画企画のインタビュアーも務めた。同劇団公演の告知動画の編集にも携わっていた。2016年7月の合同会社シザーブリッツの公演『ふたりごと』で初めて客演を果たす。
劇団居酒屋ベースボール所属の平竜、坊屋たいととともに、劇団ユニット「Hi-ACE」を立ち上げ、2016年4月に旗揚げ公演『かき鳴らせ阿呆ども』を行う。「Hi-ACE」では出演だけでなく脚本も担当しており、これが自身初の脚本作品となった。以降、俳優活動と並立して脚本家としても活動するようになり、同じく劇団居酒屋ベースボール所属の演出家・私オムともタッグを組んで公演を行った。エムキチビート所属の若宮亮プロデュースの舞台で脚色や脚本を担当したのち、若宮とユニット「アンミカ」を立ち上げ、2018年5月に旗揚げ公演『unravel』を行った。「アンミカ」では菊川が脚本、若宮が脚色を担当し、自身らも出演する。
2018年には新設したPFH Entertainmentに移籍予定として事務所サイトにもプロフィールが掲載されていたが、8月8日、7月31日付で契約を無効としていたことが同事務所より発表された。契約締結前に菊川が現場放棄行為などを行っていたことが理由とされているが、菊川自身はこの件についての説明は行っておらず、8月初めに自身のツイッターの発言を全て削除している。これに関連してか、8月23日から出演予定だった劇団CATMINT 第14回公演『にわか雨』を急遽降板することも8月8日に発表されている。
上記の契約無効騒動の最中には、「アンミカ」でユニットを組む若宮のプロデュースにより、菊川が作・演出を務めた舞台『雨を忘れる』の再演が行われていた。この舞台公演は最終日まで予定通り行われたが、全日程終了後、8月に入ってから菊川と連絡が取れず失踪状態であることが若宮より明かされた。10月に脚本を務める予定だった舞台については、出演予定者や会場などの変更が余儀なくされたが、別の脚本家によって舞台公演が行われた。
以降、舞台出演及び制作に携わっている形跡はなく、実質的に活動は終了している。

## 人物
趣味は飲酒、ギター、フットサル。特技は銛突き。
菊川の書く脚本について、劇団居酒屋ベースボールで多くの脚本を担当するえのもとぐりむからは「言葉のセンスが光っている」と評されている。

## 出演

### 舞台
- ふたりごと（2016年7月26日・28日 - 31日、上野ストアハウス）[注 1]
- 東京ボーイズコレクション〜愛の唄〜（2016年11月5日 - 13日、新宿村LIVE）[17]
- ゴーストシスターズ!（2017年2月9日 - 19日、ウッディシアター中目黒）[18]
- スパイスアップ・ナイトパレード（2017年4月29日 5月1日・5月3日 - 5月7日、ドクタージーカンズ） - 経理スタッフ 桂樹 役[注 2][19][20]
- 帰郷（2017年12月1日 - 4日、中目黒キンケロ・シアター） - 修二 役[注 3][21]
- なんでもないトマトなのに（2018年3月20日 - 26日、Geki地下Liberty） - ウエイター 遠藤 役[22]
- 愛のとりなし（2018年4月25日、CAFE PARK） - 日替わりゲスト
- unravel（2018年5月2日 - 6日、新宿村LIVE） - 藤木コウ 役[8]
- 鬼切丸伝〜源平鬼絵巻〜 再演（2018年6月20日 - 24日、全労済ホールスペース・ゼロ） - 平宗盛 役[23][24]

#### 劇団居酒屋ベースボール関連 劇団公演
- マウスの道徳（2014年12月2日 - 7日、Geki地下Liberty）　※劇団所属前の出演
- ブリキの茶袱台（2015年2月25日・26日・28日・3月1日、Geki地下Liberty） - 主演[注 4]
- えのもとぐりむのやわらかいパン（2015年4月28日 - 5月3日、Geki地下Liberty）
- チェス盤の馬（2015年6月2日、Geki地下Liberty） - 日替わりゲスト
- 放浪の牛（2015年8月12日 - 8月16日）[注 5]
- ゆさゆさ。（2015年8月29日 - 9月2日、新宿眼科画廊）
- えのもとぐりむ作品集（Geki地下Liberty）
  - 第1部「マウスの道徳」（2015年11月3日・5日 - 8日） - M04 役
  - 第2部「WHITE TIME」（2015年11月10日・12日 - 15日） - チェシャー 役
  - 第3部「蛇の亜種」（2015年11月18日 - 22日・12月28日）
  - 第5部「猿の類い」（2015年12月2日- 6日）
  - 第6部「灰色の蝶」（2015年12月9日・12日・13日・16日・17日・19日）
  - 第7部「月の兎」（2015年12月22日・24日 - 27日）
  - 第9部「えのもとぐりむのやわらかいパン」（2016年1月12日 - 17日） - ハカセ 役
- 雨ウツ音ナリツヅ9日々（2016年3月16日 - 20日、笹塚ファクトリー） - フサト 役
- かき鳴らせ阿呆ども（2016年4月26日 - 5月1日、Geki地下Liberty） - 主演　※Hi-ACE公演
- お子さまランチ（2016年5月28日 - 22日、シアターグリーン BOX in BOX THEATER）
- どっかのだれか（2016年9月7日 - 11日、シアターブラッツ）　※Hi-ACE公演
- 蛇の亜種（2016年12月22日 - 12月25日、Geki地下Liberty）
- 明け方に嗤う（2017年9月21日 - 10月1日、Theater新宿スターフィールド） - ユウ 役　※Hi-ACE公演
- 蛇の亜種（2017年12月21日 - 24日・26日・28日、Geki地下Liberty） - 小田井 役[注 6]

### CM
- minimo「サロン予約より」篇（2017年7月） - スタイリスト 役[1][25]

## 作品

### 舞台（作品）
- 未来の話をしよう（2017年5月）脚本　※ACT GAME 第三回戦参加作品[2]
- ゆさゆさ（2017年10月）脚色（脚本：平竜）
- ヒカリ（2018年2月）脚本
- 雨を忘れる（2018年2月）脚本[26]

#### アンミカ
菊川はる、若宮亮のユニット。菊川が脚本、若宮がプロデュースと脚色を担当。
- unravel（2018年5月）脚本[8]

#### Hi-ACE
菊川はる、平竜、坊屋たいとのユニット。菊川が脚本、平が演出を担当。
- かき鳴らせ阿呆ども（2016年4月）脚本
- どっかのだれか（2016年9月）脚本
- 明け方に嗤う（2017年9月）脚本

#### 菊川はる×私オム
菊川はる、私オムのユニット。主に菊川が脚本、私が演出を担当。
- スジガキ（2017年2月）脚本
- 『ピクトグラム』短編アルバム（2017年4月）プロデュース（脚本：えのもとぐりむ）
- センスレス（2017年7月）脚本